# Liste der Kulturdenkmale in Burkhardtsdorf

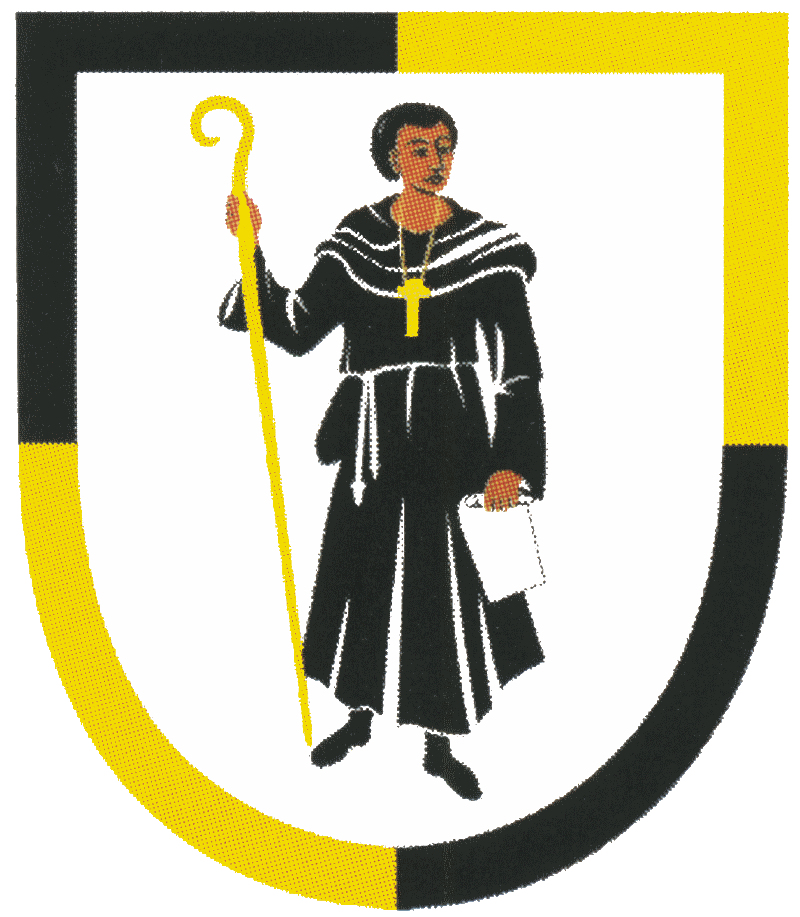
Wappen von Burkhardtsdorf

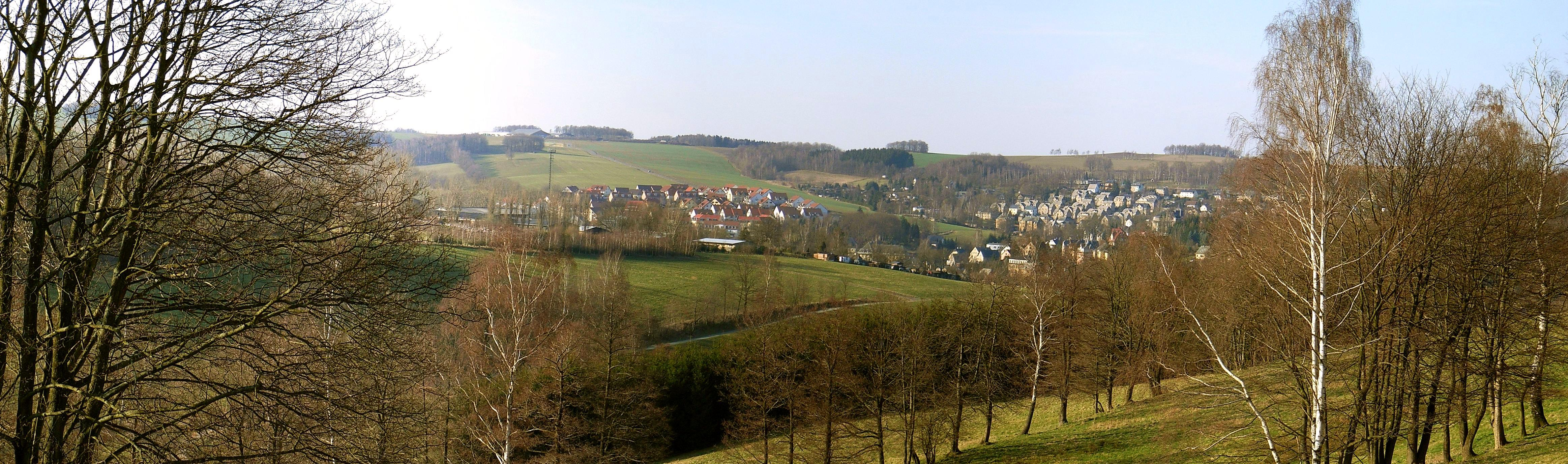
Panoramaansicht von Burkhardtsdorf

Die Liste der Kulturdenkmale in Burkhardtsdorf enthält die Kulturdenkmale in Burkhardtsdorf.
Diese Liste ist eine Teilliste der Liste der Kulturdenkmale in Sachsen.

## Legende
- Bild: Bild des Kulturdenkmals, ggf. zusätzlich mit einem Link zu weiteren Fotos des Kulturdenkmals im Medienarchiv Wikimedia Commons. Wenn man auf das Kamerasymbol klickt, können Fotos zu Kulturdenkmalen aus dieser Liste hochgeladen werden:
- Bezeichnung: Denkmalgeschützte Objekte und ggf. Bauwerksname des Kulturdenkmals
- Lage: Straßenname und Hausnummer oder Flurstücknummer des Kulturdenkmals. Die Grundsortierung der Liste erfolgt nach dieser Adresse. Der Link (Karte) führt zu verschiedenen Kartendiensten mit der Position des Kulturdenkmals. Fehlt dieser Link, wurden die Koordinaten noch nicht eingetragen. Sind diese bekannt, können sie über ein Tool mit einer Kartenansicht einfach nachgetragen werden. In dieser Kartenansicht sind Kulturdenkmale ohne Koordinaten mit einem roten bzw. orangen Marker dargestellt und können durch Verschieben auf die richtige Position in der Karte mit Koordinaten versehen werden. Kulturdenkmale ohne Bild sind an einem blauen bzw. roten Marker erkennbar.
- Datierung: Baubeginn, Fertigstellung, Datum der Erstnennung oder grobe zeitliche Einordnung entsprechend des Eintrags in der sächsischen Denkmaldatenbank
- Beschreibung: Kurzcharakteristik des Kulturdenkmals entsprechend des Eintrags in der sächsischen Denkmaldatenbank, ggf. ergänzt durch die dort nur selten veröffentlichten Erfassungstexte oder zusätzliche Informationen
- ID: Vom Landesamt für Denkmalpflege Sachsen vergebene, das Kulturdenkmal eindeutig identifizierende Objekt-Nummer. Der Link führt zum PDF-Denkmaldokument des Landesamtes für Denkmalpflege Sachsen. Bei ehemaligen Kulturdenkmalen können die Objektnummern unbekannt sein und deshalb fehlen bzw. die Links von aus der Datenbank entfernten Objektnummern ins Leere führen. Ein ggf. vorhandenes Icon  führt zu den Angaben des Kulturdenkmals bei Wikidata.

## Burkhardtsdorf
| Bild                                    | Bezeichnung                                                                                                | Lage                                  | Datierung                                       | Beschreibung | ID       |
| --------------------------------------- | --- | ------------------------------------- | ----------------------------------------------- | --- | -------- |
|                                         | Häuslerhaus                                                                                                | Ahnerweg 6 (Karte)                    | um 1850                                         | Obergeschoss Fachwerk, baugeschichtlich von Bedeutung. Erdgeschoss massiv unterfahren um 1850. | 09232781 |
| Direkt Bild zu diesem Denkmal hochladen | Wohnhaus                                                                                                   | Ahnerweg 13 (Karte)                   | um 1850                                         | Obergeschoss strebenreiches Fachwerk, baugeschichtlich von Bedeutung. Fachwerk-Obergeschoss, Satteldach. | 09232783 |
| Direkt Bild zu diesem Denkmal hochladen | Wohnhaus                                                                                                   | Ahnerweg 18 (Karte)                   | um 1800                                         | Obergeschoss strebenreiches Fachwerk, baugeschichtlich von Bedeutung. Fachwerk-Obergeschoss, schöne Haustür um 1880, seitlicher Anbau. | 09232784 |
| Weitere Bilder                          | Wohn- und Kontorgebäude (Nr. 6) sowie daran angebautes Fabrikgebäude (Nr. 6b–6d) und Garagengebäude im Hof | Alte Poststraße 6; 6b; 6c; 6d (Karte) | Ende 19. Jahrhundert (Wohn- und Kontorhaus)     | Ortshistorisch von Bedeutung. - Altes Wohnhaus, hinten Garagengebäude, Fassade überformt um 1930, - Fabrikgebäude: heute Sächsische Nadel- und Platinenfabrik. | 09232785 |
| Direkt Bild zu diesem Denkmal hochladen | Wohnstallhaus                                                                                              | Alte Poststraße 7 (Karte)             | um 1800 (Wohnstallhaus)                         | Obergeschoss Fachwerk, baugeschichtlich von Bedeutung. | 09301695 |
|                                         | Sachgesamtheit Friedhof Burkhardtsdorf                                                                     | Am Markt (Karte)                      | 16. Jahrhundert                                 | Sachgesamtheit Friedhof Burkhardtsdorf, ortsgeschichtlich von Bedeutung. Mit folgenden Einzeldenkmalen: - Notkirche (ehemalige Friedhofskapelle, darin Ausstattung der alten Dorfkirche), Kirchenruine, Fuhrmannsgrabstein sowie die Grabstelle Förster (siehe Einzeldenkmal 09301689), - Dazu der Friedhof (Gartendenkmal) - Notkirche: (neo?)-klassizistisches kleines Gebäude, darin Ausstattung der alten Dorfkirche: Taufengel von 1749, vermutlich von Chr. Suttinger, restauriert 1981, Kelch von 1690, Hostiendose 16. Jahrhundert, Christusstatue (zirka 1931) einer ehemaligen Grabstätte (Bronzeguss von M. Bohlmann), - Kirchenruine und alter Sakramentsschrein (neue Kirche): die Kirche wurde am 14. Februar 1942 durch Fliegerbombe zerstört, Sakramentsschrein aus Hilbersdorfer Porphyrtuff, - Fuhrmannsgrabstein von 1749, - Grabstelle Förster: Wandgrab mit vollplastischer Figur (Galvanoplastik) = Kniender löscht Fackel, „Selma Förster geb. Vogel 29. November 1864 bis 3. April 1938, Victor Förster Fabrikbesitzer 4. Mai 1860 – 5.6.1927“. | 09301688 |
|                                         | Einzeldenkmale der Sachgesamtheit Friedhof Burkhardtsdorf                                                  | Am Markt (Karte)                      | 1889                                            | Ortsgeschichtlich von Bedeutung. Beschreibung siehe oben unter ID 09301688 | 09301689 |
| Weitere Bilder                          | Wohnhaus                                                                                                   | Am Markt 1 (Karte)                    | 1730                                            | Stattliches Gebäude, Obergeschoss Fachwerk, in zentraler Ortslage, baugeschichtlich von Bedeutung. Wohnhaus des ehemaligen Krämers Christian Friedrich Arnold, eines Anführers des Bauernaufstandes von 1790. | 09232801 |
| Weitere Bilder                          | Wohnhaus                                                                                                   | Am Markt 3 (Karte)                    | um 1905                                         | Historisierender Putzbau mit überhöhtem Mittelrisalit, baugeschichtlich von Bedeutung. Betongewände u. Fassadenschmuck, Fenster durch Kunststofffenster 1991 ersetzt. | 09232802 |
| Weitere Bilder                          | Wohnhaus                                                                                                   | Am Markt 4 (Karte)                    | um 1800                                         | Mit Fachwerk-Obergeschoss, baugeschichtlich von Bedeutung. Fachwerk-Obergeschoss teilweise verschiefert. | 09232803 |
|                                         | Seitengebäude eines Anwesens                                                                               | Am Markt 5 (hinter) (Karte)           | vor 1800                                        | Fachwerk-Obergeschoss, authentisch erhalten, zentrale Ortslage, baugeschichtlich von Bedeutung. | 09301692 |
| Weitere Bilder                          | Rathaus | Am Markt 8 (Karte)                    | um 1920                                         | Gemeindeamtsgebäude, stattlicher Putzbau mit Mansarddach und Dachreiter, in traditioneller Formensprache, ortsgeschichtlich und baugeschichtlich von Bedeutung. | 09232820 |
|                                         | Pfarrhaus und Seitengebäude des Pfarrhofes                                                                 | Am Markt 10 (Karte)                   | bezeichnet 1735                                 | Pfarrhaus zeittypischer Putzbau mit Segmentbogenportal, Seitengebäude Obergeschoss Fachwerk, zentrale Lage, ortshistorisch und baugeschichtlich von Bedeutung. Massiv, Türgewände datiert. | 09232817 |
| Weitere Bilder                          | Wohnhaus                                                                                                   | Am Markt 11 (Karte)                   | Mitte 19. Jahrhundert                           | Mit Ladeneinbau, Obergeschoss Fachwerk, regionaltypische Gestaltung, baugeschichtlich von Bedeutung. Fachwerk-Obergeschoss, Erdgeschoss Bruchstein, Türgewände und Haustür original. | 09232804 |
| Weitere Bilder                          | Schule | Am Markt 12 (Karte)                   | 1881                                            | Historisierender Putzbau, ortsgeschichtlich und baugeschichtlich von Bedeutung. Am 14. Februar 1942 zerstört, unter Bürgermeister Kurt Richter wiederaufgebaut, 1949 eingeweiht. | 09232818 |
| Weitere Bilder                          | Kriegerdenkmal für die Gefallenen des 1. Weltkrieges                                                       | Am Markt 12 (vor) (Karte)             | 1925 (Kriegerdenkmal)                           | Ortsgeschichtlich von Bedeutung. | 09231849 |
| Weitere Bilder                          | Schule | Am Markt 15 (Karte)                   | 1916                                            | Schulgebäude im Reformstil der Zeit um 1910, ortsgeschichtlich und baugeschichtlich von Bedeutung. Ehemals Karl-Uhlig-Gedenkstein (von 1959) vor der Schule – Gedenkstein an Karl Uhlig, Jugendfunktionär der KPD und Opfer des Faschismus – 2014 nicht mehr vorhanden (umgesetzt oder abgebrochen). | 09232805 |
| Weitere Bilder                          | Wohnhaus                                                                                                   | Canzlerstraße 1 (Karte)               | Mitte 19. Jahrhundert                           | Mit Ladeneinbau, Obergeschoss Fachwerk, baugeschichtlich von Bedeutung und von ortsbildprägender Wirkung. Mit Laden, Fachwerk-Obergeschoss, Haustür original gut gestaltet. | 09232787 |
| Weitere Bilder                          | Fabrikgebäude                                                                                              | Chemnitzer Straße 12a (Karte)         | um 1920 (Fabrikgebäude)                         | Zeittypischer Putzbau, noch recht authentisch erhalten, ortsgeschichtliche Bedeutung. | 09301693 |
| Direkt Bild zu diesem Denkmal hochladen | Wohnhaus                                                                                                   | Dorfweg 8 (Karte)                     | um 1850                                         | Obergeschoss Fachwerk, baugeschichtlich von Bedeutung. Fachwerk-Obergeschoss. | 09232790 |
| Direkt Bild zu diesem Denkmal hochladen | Schule, jetzt Wohnhaus                                                                                     | Eibenberger Straße 11 (Karte)         | 1839                                            | Mit Fachwerk-Obergeschoss, zeit- und regionaltypische Gestaltung, baugeschichtlich und ortsgeschichtlich von Bedeutung. Ehemalige erste Burkhardtsdorfer Schule, Fachwerk-Obergeschoss. | 09232791 |
| Direkt Bild zu diesem Denkmal hochladen | Villa mit Garten                                                                                           | Eibenberger Straße 12 (Karte)         | um 1916                                         | Putzbau mit Balkon, Giebel verbrettert, im Jugend- und Heimatstil der Zeit um 1900, baugeschichtlich von Bedeutung. Balkon mit Holzgeländer, Windbrett bemalt. | 09232792 |
| Direkt Bild zu diesem Denkmal hochladen | Mietvilla, mit Garten und Gartenpavillon                                                                   | Eibenberger Straße 13 (Karte)         | um 1890                                         | Putzbau mit Fachwerk-Drempel und -Giebel, Holzveranda, baugeschichtlich von Bedeutung. Holzveranda mit Bleiglasfenstern. | 09232793 |
| Direkt Bild zu diesem Denkmal hochladen | Garagengebäude, Einfriedungsmauer und Toreinfahrt der Fabrik                                               | Eibenberger Straße 25 (Karte)         | um 1925                                         | Traditionalistischer Putzbau, ortshistorisch und baugeschichtlich von Bedeutung. | 09231847 |
| Direkt Bild zu diesem Denkmal hochladen | Fabrikantenvilla mit Nebengebäude, Villengarten, Einfriedungsmauer und Toranlage                           | Eibenberger Straße 25a (Karte)        | um 1925                                         | Repräsentatives Bauwerk im traditionalistischen Stil der 1920er Jahre, benannt nach der Fabrikantenfamilie Max Pfau, Besitzer einer Strumpfwarenfabrik, ortshistorisch, kunstgeschichtlich und baugeschichtlich von Bedeutung. | 09231848 |
| Direkt Bild zu diesem Denkmal hochladen | Wohnhaus und Böschungsmauer                                                                                | Kemtauer Straße 4 (Karte)             | um 1850                                         | Obergeschoss Fachwerk, zum Teil verschiefert, baugeschichtlich von Bedeutung. Fachwerk-Obergeschoss, Böschungsmauer, Pioniermauerwerk. | 09232797 |
| Direkt Bild zu diesem Denkmal hochladen | Wohnstallhaus eines Bauernhofes                                                                            | Kirchsteig 5 (Karte)                  | um 1800                                         | Obergeschoss strebenreiches Fachwerk, zum Teil verschiefert, baugeschichtlich von Bedeutung. Fachwerk-Obergeschoss, Haustür und Türgewände original. | 09232798 |
| Weitere Bilder                          | Wohnhaus (mit Apotheke)                                                                                    | Lessingstraße 1 (Karte)               | bez. 1725                                       | Obergeschoss Fachwerk mit K-Streben, schönes Portal, ortshistorisch und baugeschichtlich von Bedeutung. Fachwerk-Obergeschoss verputzt, Walmdach mit Anbau. | 09232799 |
|                                         | Postmeilensäule                                                                                            | Lessingstraße 1 (gegenüber) (Karte)   | bezeichnet 1723 (Postmeilensäule)               | Kopie einer Ganzmeilensäule, verkehrsgeschichtlich von Bedeutung. Säule aus Sandstein mit der Reihennummer 40 an der Poststraße Leipzig–Chemnitz–Annaberg–Karlsbad, Monogramm „AR“, Inschrift „Chemnitz 2 1/2 St.“, auf der Gegenseite „Thum 2 St./Ehrenfriedersdorf 3 St./Annaberg 5 St. 1/8“, die Jahreszahl 1723 und das Posthornzeichen. Die Säule wurde 1982 erneuert, ergänzt und von ihrem Originalstandort versetzt aufgestellt. Erneut 2005 restauriert. Im Jahre 1722 begann man im Kurfürstentum Sachsen mit der Aufstellung der Kursächsischen Postmeilensäulen. Kurfürst Friedrich August I. wollte hierdurch ein zeitgemäßes Verkehrs- und Transportleitsystem im Kurfürstentum aufbauen, um Handel und Wirtschaft zu fördern. Er beauftragte mit Generalvollmacht Magister Adam Friedrich Zürner (1679–1742) mit der Durchführung. Das System der Postmeilensäulen umfasste Distanzsäulen, Viertelmeilensteine, Halb- und Ganzmeilensäulen. Die Distanzsäulen sollten in den Städten vor den Stadttoren, später nur auf den Marktplätzen aufgestellt werden. Entlang der Poststraßen wurden Viertelmeilensteine, Halb- und Ganzmeilensäulen aufgestellt. Sie erhielten eine fortlaufende Nummerierung (Reihennummer), beginnend vom Anfang der Vermessung. Die Ganzmeilensäulen wurden außerhalb der Städte an den Poststraßen im Abstand von 1 Meile (= 9,062 km) aufgestellt. Die Distanzsäulen waren mit dem Monogramm „AR“ für „Augustus Rex“, dem kursächsisch und polnisch-litauischen Doppelwappen sowie der polnischen Königskrone gekennzeichnet. Die Ganzmeilen-, Halbmeilensäulen und Viertelmeilensteine waren alle ähnlich beschriftet, alle trugen kein Wappen, aber das Monogramm „AR“. Die Entfernungsangaben erfolgten in Wegestunden (1 Stunde= ½ Postmeile = 4,531 km). Dieses Meilensystem war das erste europäische Verkehrsleitsystem. Der hier betrachteten Säule kommt als Teil des überregional bedeutenden Postwegesystems eine hohe verkehrsgeschichtliche Bedeutung zu. (LfD/2013). | 09232800 |
| Direkt Bild zu diesem Denkmal hochladen | Wohnhaus                                                                                                   | Mühlweg 3 (Karte)                     | um 1800                                         | Obergeschoss strebenreiches Fachwerk, baugeschichtlich von Bedeutung. Fachwerk-Obergeschoss Krüppelwalm. | 09232806 |
| Direkt Bild zu diesem Denkmal hochladen | Ufermauerwerk der Zwönitz                                                                                  | Obere Hauptstraße (Karte)             | 19. Jahrhundert                                 | Ortsbildprägend und baugeschichtlich von Bedeutung. Senkrecht geschichtetes Trockenmauerwerk, Pioniermauerwerk, Uferbefestigung der Zwönitz zwischen August-Bebel-Str. (heute, 2014 = Obere Hauptstraße) und Ahner-Weg. | 09232816 |
| Weitere Bilder                          | Wohnhaus, mit Sonnenuhr                                                                                    | Obere Hauptstraße 1 (Karte)           | 1756                                            | Obergeschoss Fachwerk, ortsbildprägende Lage, baugeschichtlich von Bedeutung. Fachwerk-Obergeschoss, Erdgeschoss 1991 neu unterfahren, Haustür original – Das Walther-Haus. | 09232808 |
| Direkt Bild zu diesem Denkmal hochladen | Böschungsmauer an der Straße                                                                               | Obere Hauptstraße 9 (bei) (Karte)     | 19. Jahrhundert                                 | Ortsbildprägend und baugeschichtlich von Bedeutung. | 09305707 |
| Direkt Bild zu diesem Denkmal hochladen | Wohnstallhaus eines Bauernhofes                                                                            | Obere Hauptstraße 40 (Karte)          | 1. Hälfte 19. Jahrhundert (Wohnstallhaus)       | Obergeschoss strebenreiches Fachwerk, baugeschichtlich von Bedeutung. Erdgeschoss massiv, Krüppelwalmdach, Obergeschoss Fachwerk, Haus gut erhalten. | 09232811 |
| Direkt Bild zu diesem Denkmal hochladen | Wohnhaus                                                                                                   | Obere Hauptstraße 42 (Karte)          | um 1850                                         | Mit Fachwerk-Obergeschoss, baugeschichtlich von Bedeutung. Erdgeschoss massiv, Porphyrgewände überstrichen, Dachstuhl einfach stehend, ausgeweidet, innen einige Füllungstüren, zum Teil mit alten Schlössern. | 09232812 |
| Direkt Bild zu diesem Denkmal hochladen | Wohnhaus                                                                                                   | Obere Hauptstraße 45 (Karte)          | 1. Hälfte 19. Jahrhundert                       | Obergeschoss strebenreiches Fachwerk, baugeschichtlich von Bedeutung. Fachwerk-Obergeschoss, Erdgeschoss massiv unterfahren zirka 1830. | 09232813 |
| Direkt Bild zu diesem Denkmal hochladen | Wohnstallhaus eines Bauernhofes                                                                            | Obere Hauptstraße 69 (Karte)          | 18. Jahrhundert (Wohnstallhaus)                 | Obergeschoss strebenreiches Fachwerk, baugeschichtlich von Bedeutung. | 09232815 |
| Weitere Bilder                          | Torhaus | Topfmarkt (Karte)                     | um 1830                                         | Fachwerkgebäude, baugeschichtlich von Bedeutung. Gegenüber Haus Nummer 4, Fachwerk, großes Tor, Dachhecht mit gut gestalteten Fenstern. | 09232826 |
|                                         | Wohnhaus                                                                                                   | Topfmarkt 6 (Karte)                   | um 1905                                         | Historisierende Putzfassade, Hauptansicht mit seitlichem Risalit und Treppengiebel, baugeschichtlich von Bedeutung. Porphyrgewände, Sockel Polygonmauerwerk. | 09232823 |
| Weitere Bilder                          | Wohnstallhaus eines Bauernhofes                                                                            | Topfmarkt 7 (Karte)                   | um 1800                                         | Obergeschoss Fachwerk, baugeschichtlich von Bedeutung. Erdgeschoss verändert, traufseitiger Anbau. | 09232824 |
| Weitere Bilder                          | Dampfmaschine sowie Maschinenhausausstattung                                                               | Topfmarkt 14 (bei) (Karte)            | 1919                                            | Einzylinderdampfmaschine, technikgeschichtlich und industriegeschichtlich von Bedeutung. Liegende Einzylinderdampfmaschine mit Kondensation, Ventilsteuerung und stehendem Fliehkraftregler, Schwungraddurchmesser 3 m, 250 PS. Die Dampfmaschine wurde 2015 aus dem Maschinenhaus im OT Hammerunterwiesenthal, Oberwiesenthaler Straße 3 (Objekt 08991903) abgebaut und in der Gemeinde Burkhardtsdorf, OT Burkhardtsdorf, Topfmarkt 14 im Bulldog-Museum in einem eigenen Raum, aus dem Elemente der alten Ausstattung des ursprünglichen Maschinenhauses eingebaut wurden, (Fußbodenfliesen, Wandkachelspiegel) wieder aufgebaut. | 09306256 |
| Weitere Bilder                          | Fabrikantenvilla                                                                                           | Turnstraße 1a (Karte)                 | um 1925 (Fabrikantenvilla)                      | Putzbau mit Art-Déco-Ornamentik, bildet Ensemble mit der Sächsischen Nadel- und Platinenfabrik (Alte Poststraße 6), baukünstlerisch und ortsgeschichtlich von Bedeutung. Farbglasfenster – gute künstlerische Qualität, halbrunde Veranda, Freitreppe, Zaun, Zaunspfeiler, Pflasterung, Fenstergitter original. | 09232830 |
| Direkt Bild zu diesem Denkmal hochladen | Fabrikantenvilla mit Garten                                                                                | Turnstraße 5a (Karte)                 | 1920er Jahre (Fabrikantenvilla)                 | Im traditionalistischen Stil der 1920er Jahre, Reformstil-Architektur, baugeschichtlich und ortshistorisch von Bedeutung. Farbglasfenster, Treppenhaus holzverkleidet, Messingleuchter im Treppenhaus, Wintergarten späterer Anbau, Marmorverkleidung. | 09232831 |
| Weitere Bilder                          | Wohnstallhaus, Seitengebäude und zwei Scheunen eines Vierseithofes                                         | Turnstraße 8 (Karte)                  | wohl vor 1800                                   | Wohnstallhaus Obergeschoss Fachwerk, Hofstruktur erhalten, baugeschichtlich und wirtschaftsgeschichtlich von Bedeutung. | 09301694 |
| Weitere Bilder                          | Wohnstallhaus eines Bauernhofes                                                                            | Turnstraße 11 (Karte)                 | 1. Hälfte 19. Jahrhundert                       | Obergeschoss Fachwerk verschiefert, baugeschichtlich von Bedeutung. Fachwerk-Obergeschoss zum Teil verkleidet, Vorhäuschen, traufseitiger Anbau. | 09232828 |
| Weitere Bilder                          | Wohnhaus mit Anbau, ehemaliges Gemeindebad                                                                 | Turnstraße 11a (Karte)                | um 1930                                         | Zeittypische Putzfassade, ortsgeschichtlich von Bedeutung. Wohnhaus mit Anbau, alte Bädereinrichtung mit Wannen, Armaturen, Uhren an Türen usw. erhalten, ungenutzt, zwei Bleiglasfenster. | 09232829 |
| Direkt Bild zu diesem Denkmal hochladen | Böschungsmauer an der Straße                                                                               | Untere Hauptstraße (Karte)            | 19. Jahrhundert                                 | Ortsbildprägend und baugeschichtlich von Bedeutung. Trockenmauerwerk senkrecht geschichtet, Pioniermauerwerk. | 09232833 |
| Direkt Bild zu diesem Denkmal hochladen | Ausstattung einer Buchdruckerei                                                                            | Untere Hauptstraße 11 (Karte)         | um 1900                                         | Technikgeschichtlich von Bedeutung. | 09232832 |
| Direkt Bild zu diesem Denkmal hochladen | Wohnhaus                                                                                                   | Wüsteweg 10 (Karte)                   | nachträglich bezeichnet 1753, vermutlich jünger | Obergeschoss Fachwerk mit V-Streben, baugeschichtlich von Bedeutung. Fachwerk-Obergeschoss, Erdgeschoss leicht verändert. | 09232834 |

## Eibenberg
| Bild                                    | Bezeichnung | Lage                        | Datierung                 | Beschreibung | ID       |
| --------------------------------------- | --- | --------------------------- | ------------------------- | --- | -------- |
|                                         | Kirche (mit Ausstattung), Kriegerdenkmal für die Gefallenen des 1. Weltkrieges und Aufbahrungshalle des benachbarten Friedhofs | Bergstraße (Karte)          | 1901                      | Kirche ein Saalbau mit Ostturm, Querhaus und Apsis, im Rundbogenstil des späten 19. Jahrhunderts, Architekt: Paul Lange, Leipzig, baugeschichtlich, ortsbildprägend und ortsgeschichtlich von Bedeutung. | 09233068 |
| Direkt Bild zu diesem Denkmal hochladen | Kriegerdenkmal für die Gefallenen des Ersten Weltkrieges                                                                       | Bergstraße (Karte)          | Nach 1918                 | Ortsgeschichtlich von Bedeutung | 09307423 |
| Direkt Bild zu diesem Denkmal hochladen | Wohnhaus und Seitengebäude eines Bauernhofes                                                                                   | Bergstraße 1 (Karte)        | um 1840 (Wohnstallhaus)   | Wohnhaus Obergeschoss Fachwerk, ortsbildprägendes Gebäude, baugeschichtlich von Bedeutung. Fachwerk-Obergeschoss, Erdgeschoss massiv unterfahren, Seitengebäude mit Fachwerk-Drempel.                    | 09233069 |
| Direkt Bild zu diesem Denkmal hochladen | Gasthof (ohne Saalanbau) | Bergstraße 9 (Karte)        | um 1830                   | Das Ortsbild prägender Fachwerkbau, ortsgeschichtlich und baugeschichtlich von Bedeutung. Zweigeschossig, Erdgeschoss massiv, Fachwerk-Obergeschoss regelmäßig mit zahlreichen Streben, Satteldach.      | 09233026 |
| Direkt Bild zu diesem Denkmal hochladen | Gasthaus | Zwönitztalstraße 14 (Karte) | im Innern bezeichnet 1927 | Im traditionalistischen Stil der 1920er Jahre, ortsgeschichtlich von Bedeutung. Alter Brauereigasthof der Zwönitztalbrauerei Otto Vetters & Söhne Burkhardtsdorf i. Erzgeb.                              | 09233070 |

## Kemtau
| Bild                                    | Bezeichnung                      | Lage                        | Datierung | Beschreibung | ID       |
| --------------------------------------- | -------------------------------- | --------------------------- | --------- | --- | -------- |
| Direkt Bild zu diesem Denkmal hochladen | Villa mit Einfriedung            | Gelenauer Straße 7 (Karte)  | um 1930   | Putzfassade, im traditionalistischen Stil der 1920er Jahre, baugeschichtlich von Bedeutung. Zaun original, Putz original. | 09233062 |
| Direkt Bild zu diesem Denkmal hochladen | Wohnhaus                         | Gelenauer Straße 27 (Karte) | um 1850   | Obergeschoss Fachwerk verputzt bzw. verschiefert, baugeschichtlich von Bedeutung. Erdgeschoss massiv, Obergeschoss Fachwerk, Krüppelwalmdach, Obergeschoss verputzt. | 09233063 |
| Direkt Bild zu diesem Denkmal hochladen | Wohnhaus                         | Südweg 3 (Karte)            | um 1850   | Fachwerk-Obergeschoss mit zweifarbiger ornamentaler Verschieferung, baugeschichtlich von Bedeutung. Erdgeschoss massiv, Naturschiefer an Traufseite Obergeschoss, ein Giebel verbrettert, ein Giebel verschiefert – Ornamente, eine Traufseite Fachwerk leicht überputzt, Fenster – Türen original, Krüppelwalmdach. | 09233067 |
| Direkt Bild zu diesem Denkmal hochladen | Villa mit Garten und Einfriedung | Südweg 4 (Karte)            | um 1925   | Im traditionalistischen Stil der 1920er Jahre, baugeschichtlich von Bedeutung. | 09301697 |

## Meinersdorf
| Bild                                    | Bezeichnung                                                                  | Lage                             | Datierung                     | Beschreibung | ID       |
| --------------------------------------- | ---------------------------------------------------------------------------- | -------------------------------- | ----------------------------- | --- | -------- |
| Direkt Bild zu diesem Denkmal hochladen | Wohnhaus                                                                     | Alte Dorfstraße 1 (Karte)        | 1. Hälfte 19. Jahrhundert     | Obergeschoss strebenreiches Fachwerk, baugeschichtlich von Bedeutung. Krüppelwalmdach, Fachwerk im Obergeschoss, Giebel verschiefert, Erdgeschoss verändert, rechts großes Schaufenster. | 09229523 |
| Direkt Bild zu diesem Denkmal hochladen | Wohnhaus                                                                     | Alte Dorfstraße 6 (Karte)        | Mitte 19. Jahrhundert         | Obergeschoss Fachwerk, ehemals verschiefert, baugeschichtlich von Bedeutung. Satteldach, Obergeschoss und Giebel verschiefert, Fenstergewände im Erdgeschoss überputzt, schlichtes Türgewände aus Porphyr. | 09229524 |
| Direkt Bild zu diesem Denkmal hochladen | Wohnhaus                                                                     | Alte Dorfstraße 7a (Karte)       | um 1800                       | Obergeschoss Fachwerk verkleidet, weitgehend originaler Zustand, baugeschichtlich von Bedeutung. Krüppelwalmdach, Giebel und Obergeschoss verkleidet (Preolit), Fenstergewände und Türstock aus Porphyr, alte Haustür, Messingklinke, sehr guter originaler Zustand. | 09229525 |
| Direkt Bild zu diesem Denkmal hochladen | Turnhalle mit Ausstattung                                                    | Alte Thalheimer Straße 4 (Karte) | 1913–1914                     | Putzbau mit Mansarddach, sozialgeschichtliche und ortsgeschichtliche Bedeutung. - Inschrift an der Fassade: „Meinersdorf 1871–1914 – 1993“, Segmentbogenfenster, - Turnsaal: Holzdecke mit Halterungen für Turngeräte (alte Ringe), Wandbilder (Turnvater Jahn und Darstellung der Erinnerungsturnhalle zu Freyburg a. U.), 1993 innen alles erneuert (durch ABM). | 09229497 |
| Direkt Bild zu diesem Denkmal hochladen | Wohnhaus                                                                     | Anton-Günther-Straße 1 (Karte)   | um 1800                       | Obergeschoss Fachwerk, baugeschichtlich von Bedeutung. Krüppelwalmdach, Fachwerk im Obergeschoss und im Giebel, Vorderseite verkleidet, im Erdgeschoss Fenster vergrößert. | 09229505 |
| Direkt Bild zu diesem Denkmal hochladen | Villa, mit Bediensteten-Wohnhaus und Einfriedung                             | Bahnhofstraße 8 (Karte)          | bezeichnet 1924               | Markant dekorierter Putzbau im traditionalistischen Stil, baugeschichtlich von Bedeutung. Ehemalige Fabrikantenvilla, jetzt Arzt-Villa, - Villa: Satteldach, Walm, Mittelrisalit, Natursteinsockel, Segmentbogenfenster, seitlicher Anbau mit Veranda, Balkon mit Eisengitter, Erker an der Giebelseite, Ornamentik und Eckquader aus rotem Beton, Klappläden, rückwärtig Eingangstreppe mit Wangen aus Naturstein, massives Vorhäuschen, originale Haustür - Bediensteten-Haus: Walmdach, Dachluke, Dachhäuschen, Ornamentik aus rotem Beton (Quader, Bänder), Klappläden - Einfriedung: Natursteinmauer, Pfeiler, Eisengitter, Eisentür und -tor. | 09229511 |
| Direkt Bild zu diesem Denkmal hochladen | Villa mit Einfriedung                                                        | Hauptmarkt 9 (Karte)             | um 1920                       | Reformstil-Architektur, baugeschichtlich von Bedeutung. Walmdach, Dacherker, klar gegliederte Fassade, Gesimse, rückwärtig Vorhäuschen, seitlicher Anbau mit Veranda und Balkon. | 09229522 |
| Direkt Bild zu diesem Denkmal hochladen | Grabmal Günther auf dem Friedhof                                             | Hauptstraße (Karte)              | um 1920                       | Ägyptisierendes Grabmal für Carl Richard Günther (1861–1920), ortsgeschichtlich von Bedeutung. Künstliche Ruine mit Sphinx, Winkeldreieck und Zirkel. | 09229501 |
| Weitere Bilder                          | Kirche (mit Ausstattung) und Kirchhofsmauer                                  | Hauptstraße (Karte)              | bezeichnet 1812               | Klassizistischer Saalbau mit kräftigem Dachreiter, baugeschichtlich, ortsgeschichtlich und ortsbildprägend von Bedeutung. Walmdach, drei Gaupen, Dachreiter mit Zwiebel, Eingang mit Säulen und Tympanon, Emporen, Kanzelaltar. | 09229502 |
| Direkt Bild zu diesem Denkmal hochladen | Pfarrhaus                                                                    | Hauptstraße 18 (Karte)           | um 1870                       | Putzbau, noch von klassizistischer Wirkung, in ortsbildprägender Hanglage, ortsgeschichtlich und baugeschichtlich von Bedeutung. Zweigeschossig, massiv, Satteldach, Mittelrisalit mit Dreiecksgiebel, zurückgesetzter Eingangsbereich mit zwei Nischen und Eingangstür (Holz, zweiflüglig), Türklinke mit Löwenkopf, Gurtgesims, Porphyr-Fenster- und Türgewände, Treppenaufgang, große Steinplatten. | 09229504 |
| Direkt Bild zu diesem Denkmal hochladen | Denkmal für einen Gefallenen des deutsch-französischen Krieges von 1870/1871 | Hauptstraße 18 (neben) (Karte)   | nach 1871 (Kriegerdenkmal)    | Rechteckiger Sockel mit Inschrift, ortsgeschichtlich von Bedeutung. Sockelaufsatz fehlt. | 09229500 |
| Direkt Bild zu diesem Denkmal hochladen | Kriegerdenkmal für die Gefallenen des 1. Weltkrieges                         | Hauptstraße 18 (neben) (Karte)   | nach 1918 (Kriegerdenkmal)    | Drei Stelen aus rotem Porphyr, ortsgeschichtlich von Bedeutung. | 09229503 |
| Direkt Bild zu diesem Denkmal hochladen | Wohnstallhaus und im Winkel angebaute Scheune eines Zweiseithofes            | Hauptstraße 27 (Karte)           | um 1800                       | Wohnstallhaus Obergeschoss Fachwerk verschiefert, baugeschichtlich von Bedeutung. Satteldach, Obergeschoss und Giebel verschiefert, Holzscheune hakenförmig angebaut, Stallteil noch genutzt, Fenster im Erdgeschoss des Wohnteils modernisiert, Hofbaum. | 09229509 |
| Direkt Bild zu diesem Denkmal hochladen | Wohnhaus, ohne Anbau                                                         | Hauptstraße 40 (Karte)           | um 1800                       | Obergeschoss Fachwerk verschiefert, baugeschichtliche Bedeutung. Erdgeschoss stark verändert, nur der dreiteilige Grundriss noch erkennbar, Oberstock mit drei Seiten Fachwerk, sehr niedrige Deckenhöhe, Decken stark verzogen, Dach stark geneigt, entweder ist das Gebäude sehr alt (um 1700), oder aber es ist aufgrund nicht optimalen Baumaterials so verzogen (Häuslerhaus). Urkunden im Haus vorhanden, früheste Erwähnung 1820er Jahre (wobei nicht wirklich klar ist, ob es sich um dieses Gebäude handelt). Der Anbau stammt aus der Nachkriegszeit und ist nicht denkmalwürdig. | 09301699 |
| Direkt Bild zu diesem Denkmal hochladen | Wohnhaus                                                                     | Hauptstraße 47 (Karte)           | 1. Hälfte 19. Jahrhundert     | Mit Fachwerk-Obergeschoss, baugeschichtlich von Bedeutung. Krüppelwalmdach, Fachwerk im Obergeschoss, Giebel verkleidet (Preolit), profilierte Fenstergewände und Türstock aus Werkstein, hakenförmiger Anbau an der Rückseite. | 09229521 |
| Direkt Bild zu diesem Denkmal hochladen | Wohnstallhaus eines Bauernhofes                                              | Hauptstraße 67 (Karte)           | wohl vor 1800 (Wohnstallhaus) | Obergeschoss Fachwerk, baugeschichtlich von Bedeutung. | 09301698 |
| Direkt Bild zu diesem Denkmal hochladen | Wohnhaus                                                                     | Hauptstraße 96 (Karte)           | um 1800                       | Obergeschoss Fachwerk verschiefert, baugeschichtlich von Bedeutung. Satteldach, Obergeschoss und Giebel verschiefert, Fenstergewände und Türstock aus Porphyr, alte Haustür, leerstehend. | 09229515 |
| Direkt Bild zu diesem Denkmal hochladen | Wohnhaus                                                                     | Hauptstraße 101 (Karte)          | um 1800                       | Obergeschoss Fachwerk verkleidet, baugeschichtlich von Bedeutung. Satteldach, Obergeschoss und Giebel verkleidet (Preolit), Fenstergewände und Türstock aus Porphyr. | 09229513 |
|                                         | Wohnstallhaus eines Bauernhofes                                              | Jahnsdorfer Straße 2 (Karte)     | nach 1800                     | Obergeschoss Fachwerk verschiefert, baugeschichtlich von Bedeutung. Krüppelwalmdach, Obergeschoss und Giebel verschiefert, Werkstein-Fenstergewände. | 09229516 |
|                                         | Feuerwehrgebäude mit Schlauchturm                                            | Rathausplatz 2 (Karte)           | um 1920                       | Zum Teil Fachwerk, ortsgeschichtlich von Bedeutung. Walmdach, Fachwerk im Obergeschoss. | 09229527 |
| Weitere Bilder                          | Rathaus                                                                      | Rathausplatz 3 (Karte)           | im Innern bezeichnet 1925     | Putzbau mit Natursteingliederung und sparsamer Ornamentik, Mansarddach mit Dachreiter, im traditionalistischen Stil der 1920er Jahre, ortsgeschichtlich und baugeschichtlich von Bedeutung. - Walmdach mit Mansarde, Dachreiter, zwei Dachluken mit Walm, Uhrturm mit Glockendach, Bruchsteinsockel, Putzornamentik, Seitenrisalit, Eingangsbereich mit Säulen (Bruchstein) und Bögen, Vorlaube mit Walmdach, - Ratssaal (Sitzungssaal): Holzpaneel, Kassettendecke, drei farbige Bleiglasfenster mit Handwerkssymbolen bzw. Fabrikantenzeichen (von einheimischen Stiftern), Heizungsgitter, Inschrift am Ratssaalfenster: „Erbaut im Jahre 1925, Entwurf und Ausführung von Baumeister Adolf Neubert i. F. A. Ernst Polter während der Amtszeit des Bürgermeisters Leonhard“, originale Fenster, originale Haustür, - Treppenhaus: originale Holztüren einschließlich Klinken, Treppengeländer. | 09229593 |
| Direkt Bild zu diesem Denkmal hochladen | Wohnhaus eines Bauernhofes                                                   | Rathausplatz 5 (Karte)           | um 1800                       | Mit Ladeneinbau, Fachwerk-Obergeschoss, baugeschichtlich von Bedeutung. Krüppelwalmdach, Fachwerk im Obergeschoss und im Giebel, Giebelspitze verbrettert, Erdgeschoss verändert durch Laden- und Schaufenstereinbau. | 09229526 |
| Direkt Bild zu diesem Denkmal hochladen | Wohnhaus eines Bauernhofes                                                   | Schulstraße 12 (Karte)           | bezeichnet 1861               | Obergeschoss Fachwerk, baugeschichtlich von Bedeutung. Satteldach, Fachwerk, Obergeschoss, Giebel und Rückseite verkleidet, profilierte Fenstergewände, Türstock fehlt. | 09229499 |
| Direkt Bild zu diesem Denkmal hochladen | Villa mit Garten und Einfriedung                                             | Straße des Friedens 32 (Karte)   | um 1920                       | Im traditionalistischen Stil der 1920er Jahre, baugeschichtlich von Bedeutung. | 09229510 |
| Direkt Bild zu diesem Denkmal hochladen | Wohnhaus                                                                     | Teichweg 17 (Karte)              | um 1800                       | Obergeschoss Fachwerk verkleidet, baugeschichtlich von Bedeutung. Krüppelwalmdach, Obergeschoss und Giebel verkleidet (Preolit), leider zwei liegende Dachfenster, Türstock entfernt, profilierte Werkstein-Fenstergewände im Erdgeschoss. | 09229518 |
| Direkt Bild zu diesem Denkmal hochladen | Villa                                                                        | Waldstraße 31 (Karte)            | 1923                          | Im Reformstil der Zeit nach 1910, baugeschichtlich von Bedeutung. Walmdach, Dacherker, Natursteinsockel, klar gegliederte Fassade, seitliche Terrasse. | 09229512 |